# Kraskovo, Rimavská Sobota
Kraskovo este o comună slovacă, aflată în districtul Rimavská Sobota din regiunea Banská Bystrica. Localitatea se află la altitudinea de 416 m deasupra n.m., se întinde pe o suprafață de 7,16 km2 și în 2017 număra 133 de locuitori. Se învecinează cu comuna Rimavské Zalužany.

## Istoric
Localitatea Kraskovo este atestată documentar din 1334.

## Demografie
| An:                | 1994 | 2004    | 2014   | 2024    |
| ------------------ | ---- | ------- | ------ | ------- |
| Număr de persoane: | 194  | 136     | 147    | 112     |
| Diferență:         |      | −29,89% | +8,08% | −23,80% |

| An:                | 2023 | 2024   |
| ------------------ | ---- | ------ |
| Număr de persoane: | 121  | 112    |
| Diferență:         |      | −7,43% |